# Val-Couesnon
Val-Couesnon ist eine französische Gemeinde mit 4.084 Einwohnern (Stand: 1. Januar 2022) im Département Ille-et-Vilaine in der Region Bretagne. Sie gehört zum Arrondissement Fougères-Vitré und zum Kanton Val-Couesnon.
Sie entstand als Commune nouvelle mit Wirkung vom 1. Januar 2019 durch die Zusammenlegung der bisherigen Gemeinden Antrain, La Fontenelle, Saint-Ouen-la-Rouërie und Tremblay, die in der neuen Gemeinde den Status einer Commune déléguée haben. Der Verwaltungssitz befindet sich im Ort Antrain.

## Gliederung
| Ortsteil                    | ehemaliger INSEE-Code | Fläche (km²) | Einwohnerzahl zum 1. Januar 2022 |
| --------------------------- | --------------------- | ------------ | -------------------------------- |
| Antrain (Verwaltungssitz)00 | 35004                 | 09,31        | 1.261                            |
| La Fontenelle               | 35113                 | 12,36        | .0518                            |
| Saint-Ouen-la-Rouërie       | 35303                 | 21,12        | .0823                            |
| Tremblay                    | 35341                 | 36,22        | 1.482                            |

## Geographie
Die Gemeinde liegt rund 40 Kilometer nordöstlich von Rennes an der Grenze zum benachbarten Département Manche. Das Gemeindegebiet wird von den Flüssen Couesnon, Loisance und Tronçon tangiert.
Nachbargemeinden sind
- Sougeal, Sacey und Saint-James mit Montanel im Norden,
- Les Portes du Coglais mit Coglès und Maen Roch mit Saint-Brice-en-Coglès im Osten,
- Saint-Marc-le-Blanc im Südosten,
- Chauvigné und Romazy im Süden,
- Rimou im Südwesten,
- Bazouges-la-Pérouse im Westen und
- Vieux-Viel im Nordwesten.